# Одран, Шарль
Шарль Одра́н, Карл Одран (фр. Charles Audran, Karl Audran; 1594, Париж — 1674, Париж) — французский рисовальщик-орнаменталист и гравёр на меди. Один из родоначальников большой семьи художников Одранов.

## Биография
Шарль Одран с детства проявлял склонность к рисованию. Получив начальные навыки рисунка в семье, уехал в Рим, чтобы совершенствовать своё искусство. В Риме стал гравировать по рисункам и картинам других художников и имел успех. Его манера, как принято считать, складывалась под влиянием гравюр работавшего в Риме голландского художника Корнелиса Блумарта Второго.
По возвращении во Францию Шарль Одран некоторое время жил в Лионе, но в конце концов в 1646 году поселился в Париже, где и умер в 1674 году в возрасте восьмидесяти лет. В начале своей карьеры Шарль Одран подписывал гравюры литерой «C», пока его брат Клод не стал помечать свои работы той же буквой, тогда он изменил инициал на К (сокращение от Karl).
Младший брат Шарля — Клод Одран Первый, или Старший (1597—1675), также стал известным гравёром, а сын Одрана Первого — Клод Одран Второй (1639—1684) — был живописцем. Младший брат Клода Второго и племянник Шарля, родившийся в Лионе — Жерар Одран Второй (1640—1703) был учеником Шарля Одрана и впоследствии стал знаменитым представителем семьи.

## Офорты Ш. Одрана

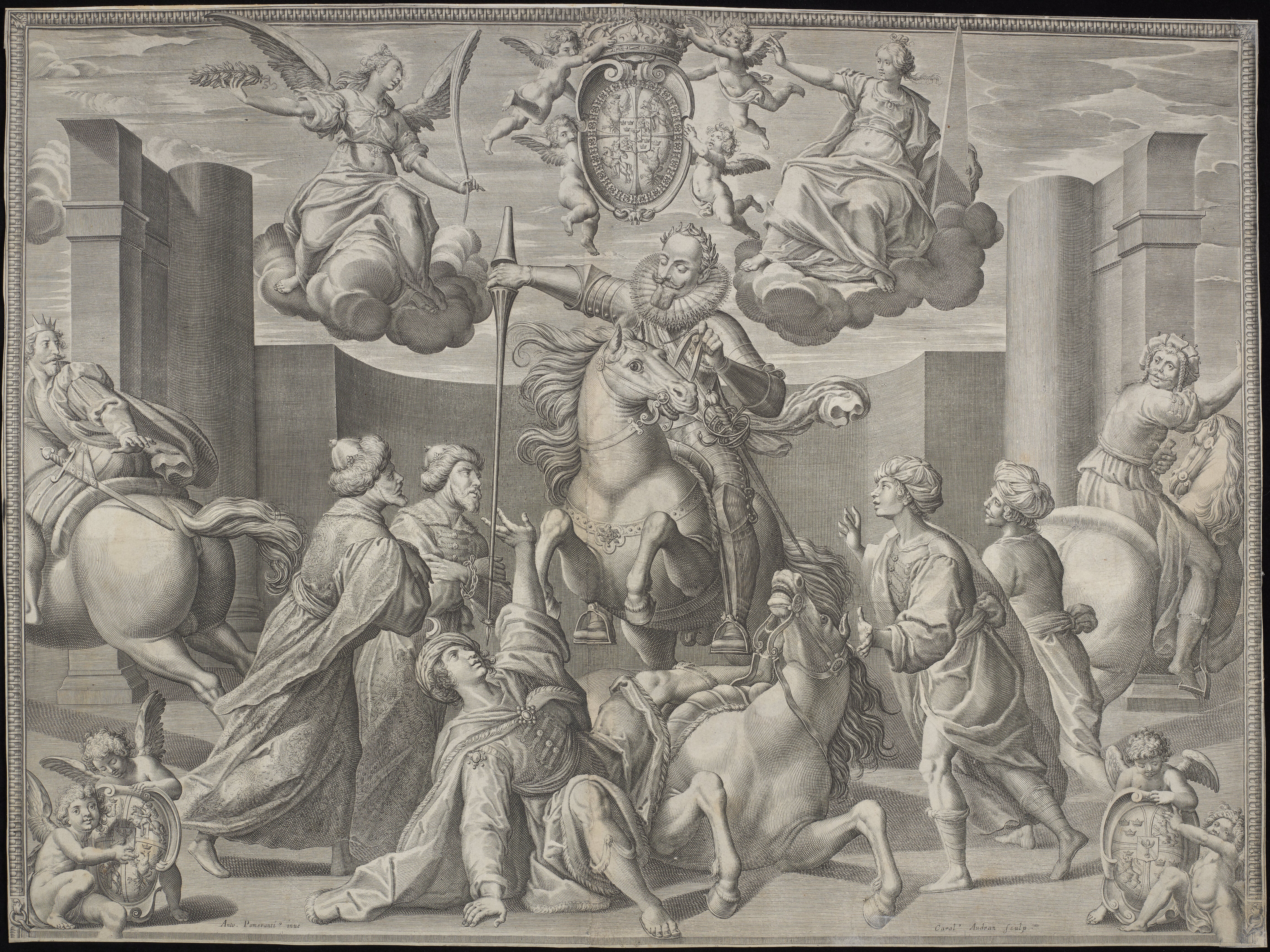
Апофеоз польского короля Сигизмунда III после победы под Хотином в 1621 году. 1629
Мария с Младенцем, маленьким Иоанном и Екатериной (Мистическое обручение Екатерины Александрийской)
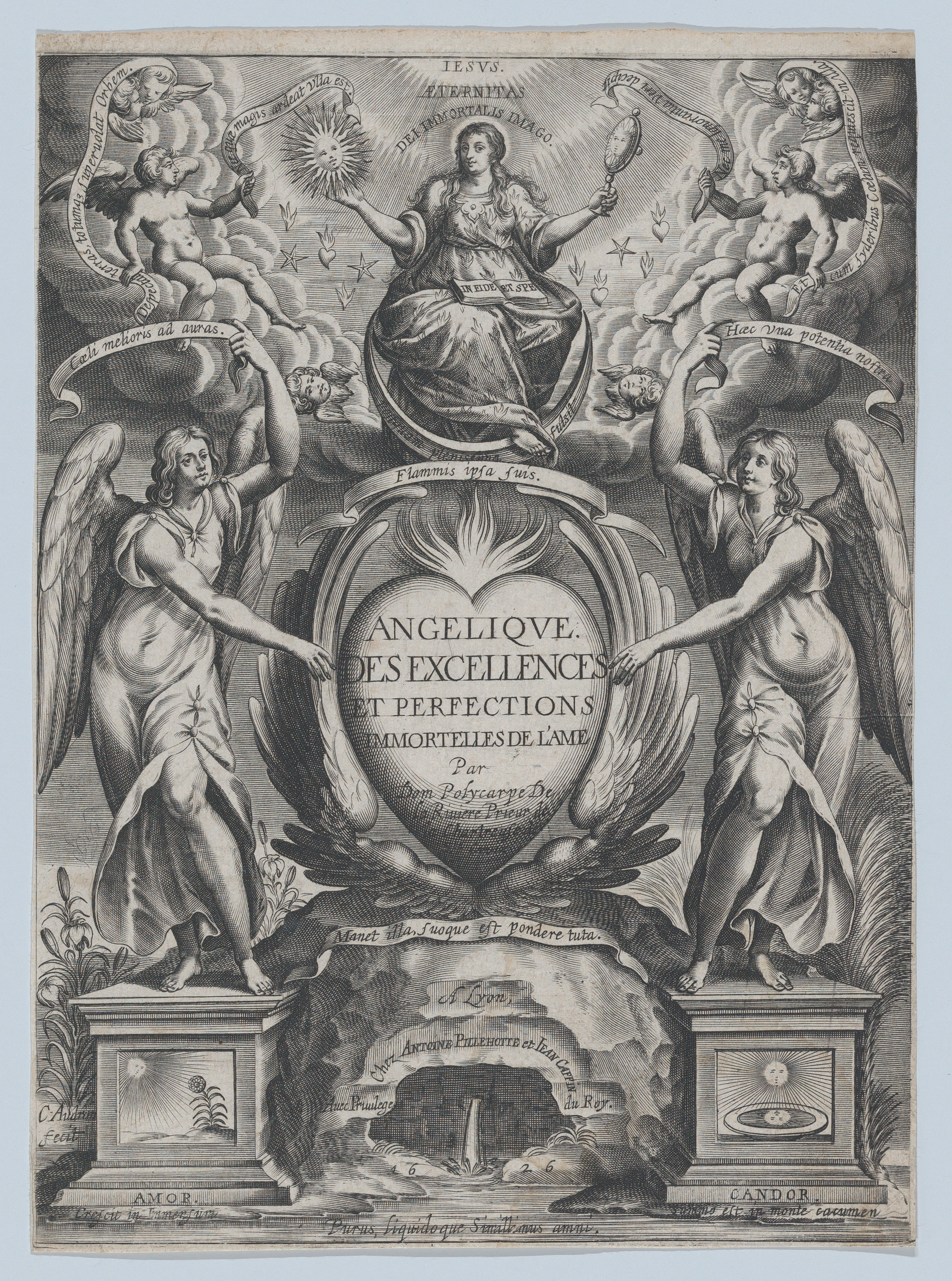
Фронтиспис издания «Ангельские совершенства души». 1626
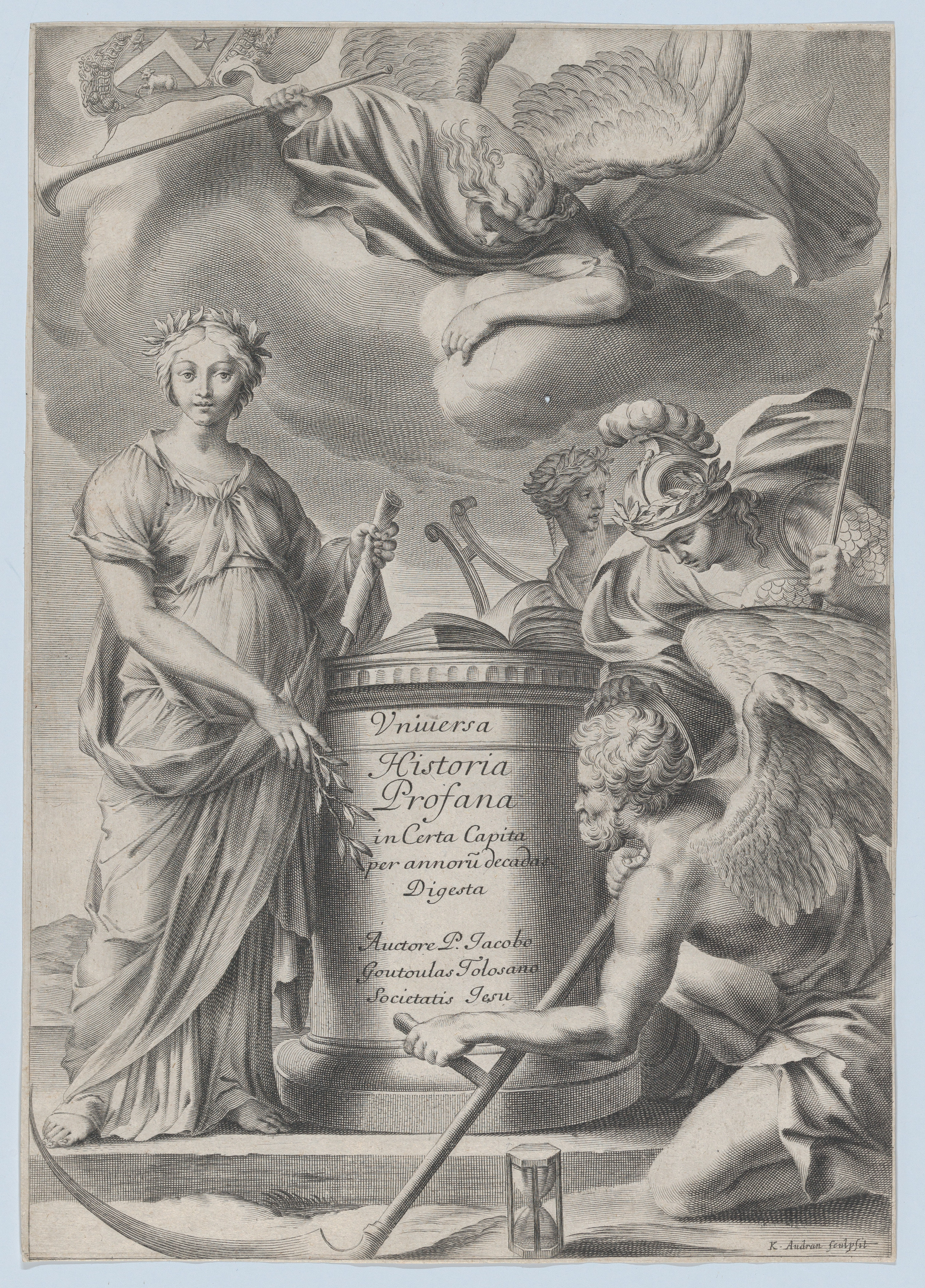
Фронтиспис издания «Первая светская история». Ок. 1650
Портрет Клода де Месме д'Аво
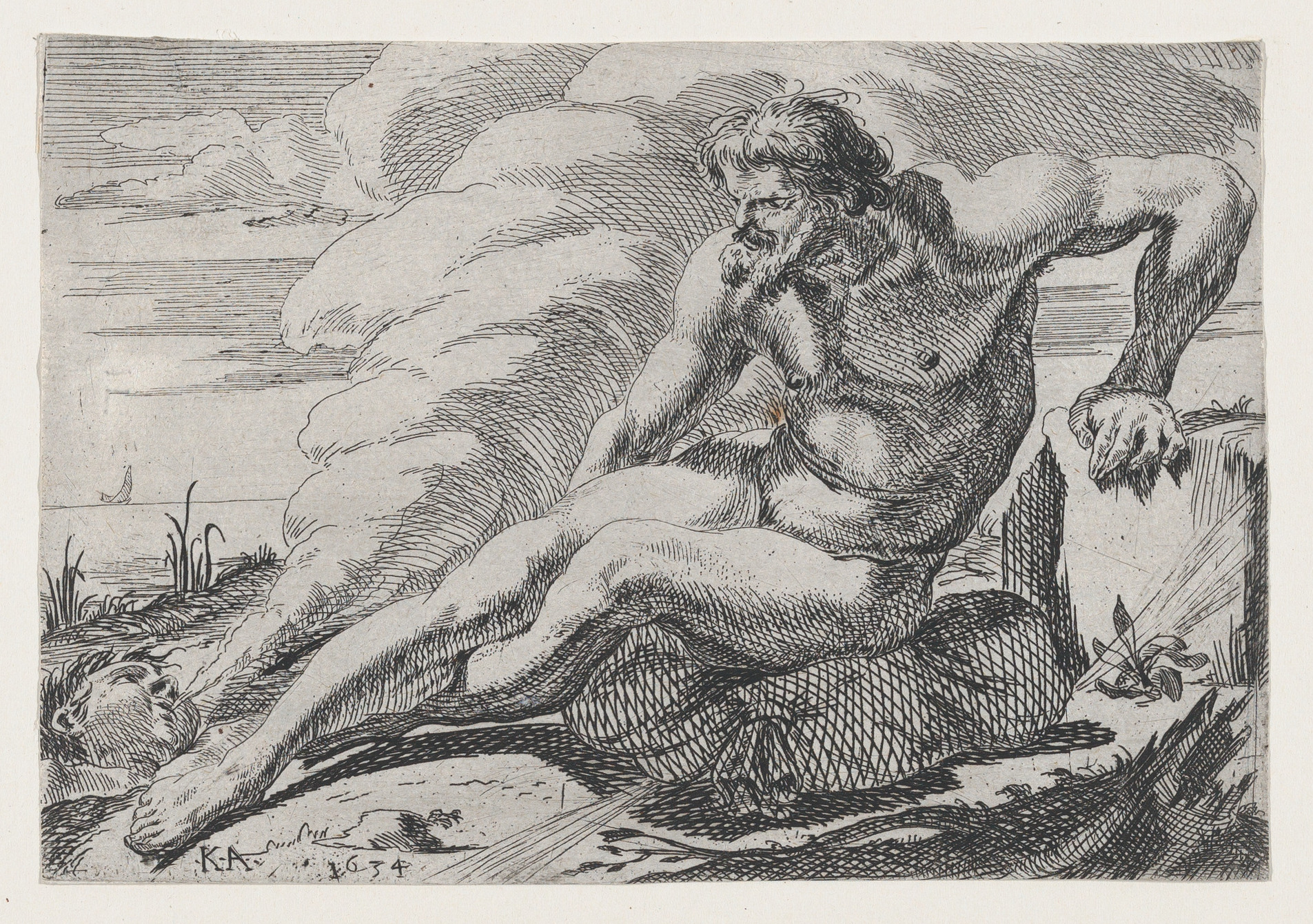
Аллегория зимы. 1634